# Lauara
× Lauara, (abreviado Lauara) en el comercio, es un híbrido intergenérico entre los géneros de orquídeas Ascoglossum × Renanthera × Rhynchostylis. Fue publicado en Orchid Rev.  90(1068) cppo: 13 (1982).